# Mount Delly
Mount Delly är en kulle i Indien.   Den ligger i distriktet Kannur och delstaten Kerala, i den södra delen av landet, 1 900 km söder om huvudstaden New Delhi. Toppen på Mount Delly är 247 meter över havet, eller 238 meter över den omgivande terrängen. Bredden vid basen är 6,8 km.
Terrängen runt Mount Delly är huvudsakligen platt, men den allra närmaste omgivningen är kuperad. Havet är nära Mount Delly åt sydväst. Mount Delly är den högsta punkten i trakten. Närmaste större samhälle är Payyannūr, 7,1 km norr om Mount Delly. 